# 미본
미본(謎本)은 만화, 애니메이션, 드라마, 소설 등의 작품에 있는 미스터리와 의문에 대한 비공식적인 고찰을 본 책 장르이다. 일본에선 1993년쯤 유행했다.